# Anastasiya Chulkova
Anastasiya Alexándrovna Chulkova (en ruso: Анастасия Александровна Чулкова; Moscú, 7 de marzo de 1985) es una deportista rusa que compitió en ciclismo en las modalidades de pista, especialista en las pruebas de puntuación y ómnium, y ruta.
Ganó una medalla de oro en el Campeonato Mundial de Ciclismo en Pista de 2012 y una medalla de bronce en el Campeonato Europeo de Ciclismo en Pista de 2008.

## Medallero internacional
| Campeonato Mundial | Campeonato Mundial      | Campeonato Mundial | Campeonato Mundial |
| Año                | Lugar                   | Medalla            | Competición        |
| ------------------ | ----------------------- | ------------------ | ------------------ |
| 2012               | Melbourne ( Australia)  | Medalla de oro     | Puntuación         |
| Campeonato Europeo |                         |                    |                    |
| Año                | Lugar                   | Medalla            | Competición        |
| 2008               | Alkmaar ( Países Bajos) | Medalla de bronce  | Ómnium             |

1. ↑  Campeonato Europeo realizado sólo para la disciplina de ómnium.

## Palmarés
2012
- Gran Premio de Maykop

2013
- 1 etapa del Tour de Adygeya
- 1 etapa del Trophée d'Or Féminin

2015
- 1 etapa del Tour de la Isla de Zhoushan